# Lac Crépeau (sjö i Kanada, Nord-du-Québec)
Lac Crépeau är en sjö i Kanada.   Den ligger i regionen Nord-du-Québec och provinsen Québec, i den östra delen av landet, 1 000 km norr om huvudstaden Ottawa. Lac Crépeau ligger 520 meter över havet. Arean är 18,7 kvadratkilometer. Den sträcker sig 6,2 kilometer i nord-sydlig riktning, och 12,5 kilometer i öst-västlig riktning.
Trakten runt Lac Crépeau är nära nog obefolkad, med mindre än två invånare per kvadratkilometer.